# Eric Cantona
Eric Daniel Pierre Cantona (* 24. května 1966 Marseille) je bývalý francouzský fotbalista. Pelé ho roku 2004 zařadil mezi 125 nejlepších žijících fotbalistů. Dnes se věnuje herectví. Od ledna 2011 dělá sportovního ředitele týmu New York Cosmos.

## Životopis
S fotbalem začal v Auxerre v letech 1983–1985. Poté na dva roky odešel do FC Martigues, ale pak se znovu vrátil do Auxerre. V roce 1988 odešel do Marseille, ve kterém vyrostl, s kterým získal titul mistra Francie a odkud si ho za dvě sezony přetáhlo Bordeaux. V něm však vydržel jen jednu sezonu a znovu se stěhoval. Tentokrát do Montpellieru. Po dalších dvou sezonách se vrátil do Marseille, s nímž získal znovu titul mistra Francie a Francouzský pohár. Znovu se stěhoval do Nimes, odkud ho v roce 1992 získal anglický Leeds. Neustále stěhování bylo důsledkem toho, že pro jeho zkraty na něj nikde neměli nervy. Šikovného hráče si ale všiml skaut Manchesteru United a tak měl do konce kariéry Cantona nové působiště. V 5 sezonách v dresu United vyhrál čtyřikrát Barclays Premier League a dvakrát Anglický pohár. V r. 1994 a 1995 byl Cantona vyhlášen nejlepším hráčem Anglie.

## Výstřelky a konec kariéry
Byl proslulý také svými výstřelky. Například na premiéru filmu Batman všichni přišli s tmavými obleky, jen on byl v bílém s červenými teniskami. Nerad se podřizoval. Tyto výstřelky mu byly odpouštěny, nikoli však nezapomenutelný zkrat v lednu roku 1995 na stadionu Crystal Palace FC. Byl vyloučen, proto kráčel ze hřiště a neunesl vulgarity domácího fanouška, který seběhl jedenáct řad, aby mu vynadal a vyzval ho, aby se vrátil zpět do Francie. Vyprovokovaný Cantona přeskočil bariéru a stylem kung-fu fanouška nakopl. Scéna jako z asijského filmu o bojovém umění. Soud mu vyměřil pokutu a 120 hodin veřejně prospěšných prací, tři čtvrtě roku nehrál. Tento moment se dodnes označuje za chvíli, kdy byl rasismus „vykopnut“ z britských fotbalových stadionů. V předvečer 31. narozenin překvapivě ohlásil, že končí. Na zádech nosil sedmičku, kterou po něm nosí další hvězdy. Nejprve David Beckham a pak Cristiano Ronaldo.